# Santiago Yaitepec
Santiago Yaitepec è un comune del Messico, situato nello stato di Oaxaca.